# Emili de Miró i de Burguès
Emili de Miró i de Burguès (Reus(?), segle xviii - Saragossa, 1861) va ser un militar i escriptor català, germà del cavaller Josep de Miró i de Burguès i del militar Agustí de Miró i de Burguès.
Fill del comerciant i militar reusenc Agustí de Miró i de Folch, i del llinatge dels Miró va néixer al Palau Miró, la casa pairal. Va seguir la carrera militar al cos d'infanteria, però va destacar com a escriptor de gust romàntic i amb certa acceptació a l'època, sobretot amb sarsueles, comèdies i drames. La seva obra més coneguda va ser Glorias españolas: romancero militar histórico, publicada a Madrid el 1852. Va dirigir els periòdics de Saragossa El diez y siete de julio i El Saldubense. Joaquim Batet, que publicava efemèrides al periòdic Las Circunstancias al número del dia 23 de gener de 1915, diu que Emili de Miró va néixer accidentalment a Gibraltar, lloc on el seu pare estava destinat, però no hi ha confirmació. Josep Olesti, en el Diccionari biogràfic de reusencs assegura que va néixer a Reus, i les dades, Olesti les comprovava als llibres parroquials. Francesc Gras i Elies, historiador i periodista, explica que va néixer al Palau dels Miró.